# Лета, Тамара Ильинична
Тама́ра Ильи́нична Ле́та (р. 1939) — российский врач, политик, депутат Верховного Совета РФ последнего созыва и Государственной Думы РФ первого созыва. Президент Ассоциации врачей Вологодской области, член Общественной палаты Вологодской области. Заслуженный врач России, член Правления Территориального фонда обязательного медицинского страхования Вологодской области.

## Общие сведения
Дочь Героя Советского Союза Ильи Кузьмича Леты.
Родилась 18 августа 1939 года. По национальности украинка.
Замужем, имеет двоих детей.
Образование высшее, окончила Ярославский государственный медицинский институт.

## Профессиональная карьера
Профессиональная карьера в медицине Т. И. Лета в-основном связана с Вологодской областной больницей № 1, где она, среди прочего, работала заведующей гинекологическим отделением и заместителем главного врача по материнству и детству. До этого работала акушером-гинекологом Рослятинской участковой больницы.
С 27 ноября 2010 года член Исполнительного комитета Пироговского движения врачей России.
Является Президентом Ассоциации врачей Вологодской области.

## Карьера в политике и общественной деятельности
На выборах 18 марта 1990 года избрана народным депутатом РСФСР. Входила во фракции «Россия», «Российский путь» и блок «Российское единство». Во время разгона Верховного совета в октябре 1993 года находилась в здании. В 1994 году попала в «чёрный список» депутатов, на которых не распространяется действие Указа Президента Российской Федерации от 23 сентября 1993 года № 1435 «О социальных гарантиях для народных депутатов Российской Федерации созыва 1990—1995 годов…».
На выборах в Государственную Думу РФ в декабре 1993 года избрана депутатом по одномандатному округу № 73 (набрала 26,91 % голосов), вошла во фракцию Аграрной партии. Была заместителем председателя Комитета по делам женщин, семьи и молодежи. Впоследствии неоднократно баллотировалась в Государственную Думу, в том числе по списку АПР, но безуспешно.
С 26 января 2009 года является членом Общественной палаты Вологодской области, член Комиссии по социальному развитию.